# 10a etapa del Tour de França de 2014
La 10a etapa del Tour de França de 2014 es disputà el dilluns 14 de juliol de 2014 sobre un recorregut de 161,5 km entre la ciutat francesa de Mülhausen i el cim de la Planche des Belles Filles.
El vencedor de l'etapa fou l'italià Vincenzo Nibali (Astana Qazaqstan Team), que d'aquesta manera recuperà el liderat que havia cedit en l'etapa anterior en benefici de Tony Gallopin (Lotto-Belisol). Nibali atacà a manca de dos quilòmetres de l'arribada, en plena ascensió a la Planche des Belles Filles, deixant enrere la resta de rivals i superant el català Joaquim Rodríguez (Team Katusha), el darrer dels membres de l'escapada del dia. Amb tot, l'etapa va estar marcada per l'abandonament d'Alberto Contador (Team Tinkoff-Saxo), el qual va patir una caiguda en el tram final del descens del Petit Ballon, en què es va fer mal al genoll. Després que els metges el curessin durant uns quants minuts va reprendre la cursa, però vint quilòmetres després va posar peu a terra, abandonant el Tour de França amb una lesió a la tíbia. Posteriors estudis mèdics van demostrar que Contador podria evitar passar pel quiròfan.

## Recorregut
Tercera i darrera etapa per la serralada dels Vosges d'aquesta edició del Tour. L'etapa comprèn set dificultats puntuables pel gran premi de la muntanya, quatre d'elles de primera categoria. Després de prendre la sortida a Mülhausen, el recorregut es dirigeix cap al nord per trobar la primera de les ascensions, el coll de Firstplan (722 m, 2a categoria, 8,3 km al 5,4%). El descens duu els ciclistes fins a Muhlele, on es troba l'esprint intermedi. El Petit Ballon és el següent port, coronat a 1.163 m, després de 9,3 km al 8,1% i puntuat de primera categoria. Només acabar el descens, sense cap mena de descans, comença l'ascensió al coll de Platzerwasel, també de primera, que es corona a 1.193 m després de 7,1 km al 8,4%, i que enllaça amb Le Markstein. El descens de Le Markstein durà els gran grup fins a Kruth. La següent dificultat és el coll d'Oderen, de segona i amb 6,7 km al 6,1%, que marca el pas del departament de l'Alt Rin al dels Vosges. Vint-i-dos quilòmetres després, el coll des Croix, dona pas a l'Alt Saona. Les dues darreres ascensions de primera categoria es troben dins els darrers trenta quilòmetres: el coll de Chevrères (3,5 km al 9,5%) i La Planche des Belles Filles (5,9 km al 8,5%), on hi ha l'arribada a 1.035 metres d'altura. El director del Tour de França Christian Prudhomme catalogà aquesta etapa com «la més dura de mitja muntanya de la història».

## Desenvolupament de l'etapa

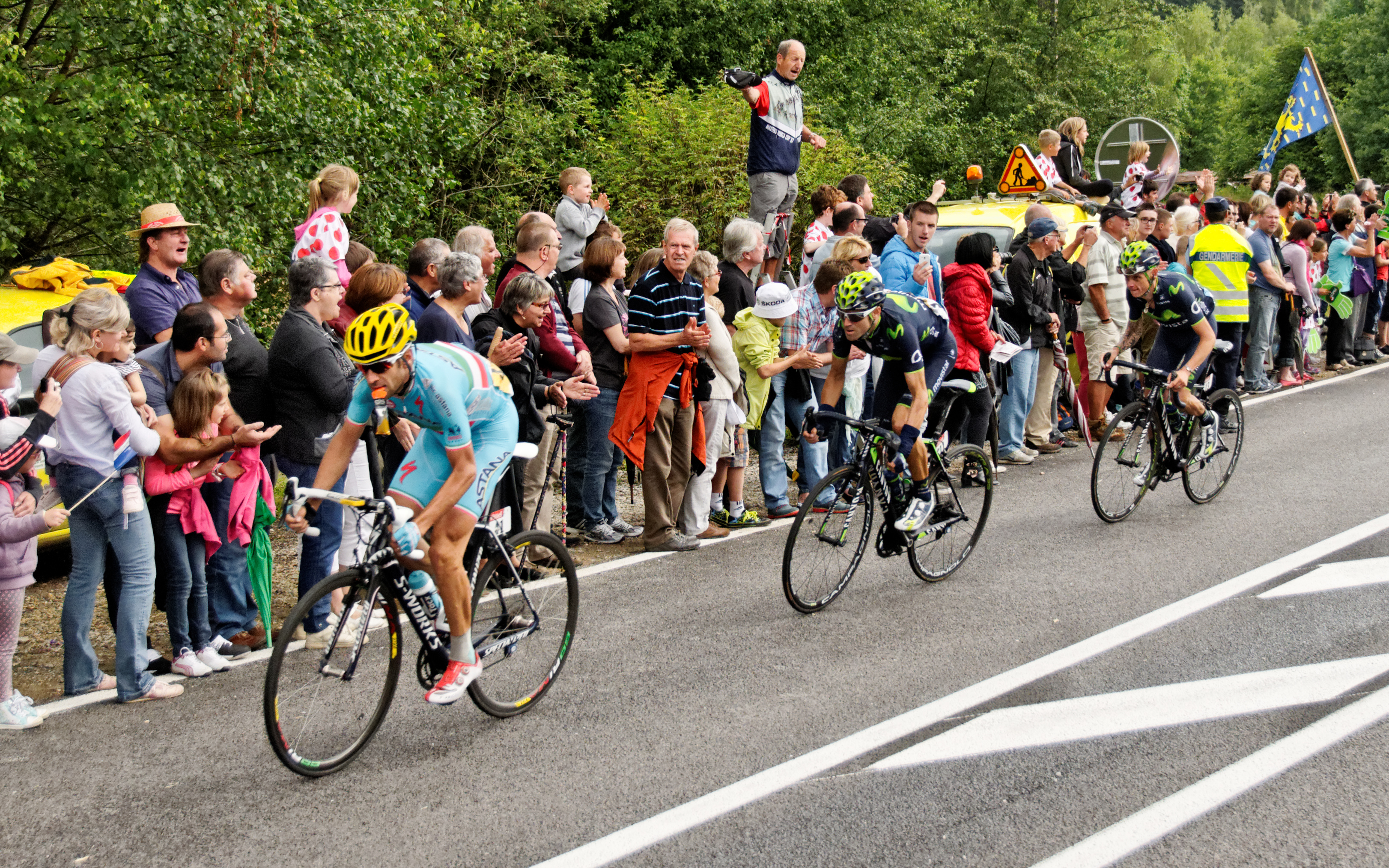
El vencedor de l'etapa, Vincenzo Nibali, seguit per dos ciclistes del Movistar, abans de l'ascensió final, a Plancher-les-Mines.

Etapa marcada per la caiguda i posterior abandonament d'Alberto Contador (Team Tinkoff-Saxo), un dels principals favorits a la victòria final, en el descens del Petit Ballon, al quilòmetre 62. Fins aleshores la cursa estava encapçalada per una escapada que s'havia gestat en el tram pla inicial, previ a la primera de les ascensions del dia. Lieuwe Westra (Astana Qazaqstan Team) i Thomas Voeckler (Team Europcar) foren els instigadors, i a ells se'ls hi uniren fins a vuit corredors més, entre els quals el català Joaquim Rodríguez (Team Katusha) i Peter Sagan (Cannondale), líder de la classificació dels punts que anava a la recerca dels 20 punts de l'esprint intermedi de Muhlele (km 39,5), situat als peus del Petit Ballon, primera gran dificultat del dia. En el descens del primer port es formà un grup perseguidor, amb Tony Martin i Michał Kwiatkowski (Omega Pharma-Quick Step) com a homes més destacats. En l'ascensió al coll de Platzerwasel els dos grups capdavanters es van fusionar i els seus més de 4 minuts sobre Tony Gallopin (Lotto-Belisol) situaven a Kwiatkowski com a líder provisional de la cursa. Simultàniament es va produir la caiguda de Contador, el qual, després d'estar aturat quatre minuts rebent assistència mèdica, es va reincorporar a la cursa. Però en el descens del coll de Platzerwasel decidí baixar de la bicicleta pel dolor provocat per la caiguda. El grup d'escapats va estar liderat en tot moment per un pletòric Tony Martin i sols en els passos de muntanya, en què el "Purito" i Voeckler lluitaven pels punts, es trencava aquest esquema. En l'ascensió al coll de Chevrères la diferència es mantenia en 2' 20" sobre un gran grup encapçalat pel Lotto-Belisol i l'Astana Qazaqstan Team. Quan Martin defallí fou Kwiatkowski el que agafà les regnes de l'escapada, però en el darrer tram d'ascens fou superat per Joaquim Rodríguez. En el descens s'uniren uns quants membres de l'escapada, però en començar l'ascensió a la Planche des Belles Filles Joaquim Rodríguez tornà a demostrar ser el més fort del grup. Per darrere, les diferències s'havien anat escurçant, al mateix temps que el grup perdia unitats, com ara Andrew Talansky, cap de files del Garmin-Sharp. A manca de 3 quilòmetres Vincenzo Nibali llençà un atac que no fou seguit per cap rival i s'uní al "Purito" a poc més d'un quilòmetre, per posteriorment deixar-lo enrere. Nibali es presentà a l'arribada amb 15" sobre Thibaut Pinot i 19" sobre Alejandro Valverde. Tony Gallopin va perdre en liderat en favor de Nibali en arribar a 4' 46". Joaquim Rodríguez es va vestir amb el mallot de la muntanya, mentre Romain Bardet es feia amb el dels joves.

## Resultats

### Classificació de l'etapa
|    | Ciclista                     | Equip                 | Temps      |
| -- | ---------------------------- | --------------------- | ---------- |
| 1  | Vincenzo Nibali (ITA)        | Astana Qazaqstan Team | 4h 27' 26" |
| 2  | Thibaut Pinot (FRA)          | FDJ                   | + 15"      |
| 3  | Alejandro Valverde (ESP)     | Movistar Team         | + 20"      |
| 4  | Jean-Christophe Péraud (FRA) | AG2R La Mondiale      | + 20"      |
| 5  | Romain Bardet (FRA)          | AG2R La Mondiale      | + 22"      |
| 6  | Tejay van Garderen (USA)     | BMC Racing Team       | + 22"      |
| 7  | Richie Porte (AUS)           | Team Sky              | + 25"      |
| 8  | Leopold König (CZE)          | NetApp-Endura         | + 50"      |
| 9  | Joaquim Rodríguez (ESP)      | Team Katusha          | + 52"      |
| 10 | Mikel Nieve (ESP)            | Team Sky              | + 54"      |

### Punts atribuïts
| 1r  | Peter Sagan (SVK)        | Cannondale                   | 20 pts |
| 2n  | Lieuwe Westra (NED)      | Astana Qazaqstan Team        | 17 pts |
| 3r  | Christophe Riblon (FRA)  | AG2R La Mondiale             | 15 pts |
| 4t  | Markel Irizar (ESP)      | Trek Factory Racing          | 13 pts |
| 5è  | Thomas Voeckler (FRA)    | Team Europcar                | 11 pts |
| 6è  | Amaël Moinard (FRA)      | BMC Racing Team              | 10 pts |
| 7è  | Joaquim Rodríguez (CAT)  | Team Katusha                 | 9 pts  |
| 8è  | Giovanni Visconti (ITA)  | Movistar Team                | 8 pts  |
| 9è  | Arnaud Gérard (FRA)      | Bretagne-Séché Environnement | 7 pts  |
| 10è | Jan Bárta (CZE)          | NetApp-Endura                | 6 pts  |
| 11è | Tony Martin (GER)        | Omega Pharma-Quick Step      | 5 pts  |
| 12è | Reto Hollenstein (SUI)   | IAM Cycling                  | 4 pts  |
| 13è | Marcel Wyss (SUI)        | IAM Cycling                  | 3 pts  |
| 14è | Michał Kwiatkowski (POL) | Omega Pharma-Quick Step      | 2 pts  |
| 15è | Rein Taaramäe (EST)      | Cofidis                      | 1 pt   |

| 1r  | Vincenzo Nibali (ITA)            | Astana Qazaqstan Team   | 20 pts |
| 2n  | Thibaut Pinot (FRA)              | FDJ                     | 17 pts |
| 3r  | Alejandro Valverde (ESP)         | Movistar Team           | 15 pts |
| 4t  | Jean-Christophe Péraud (FRA)     | AG2R La Mondiale        | 13 pts |
| 5è  | Romain Bardet (FRA)              | AG2R La Mondiale        | 11 pts |
| 6è  | Tejay van Garderen (USA)         | BMC Racing Team         | 10 pts |
| 7è  | Richie Porte (AUS)               | Team Sky                | 9 pts  |
| 8è  | Leopold König (CZE)              | NetApp-Endura           | 8 pts  |
| 9è  | Joaquim Rodríguez (CAT)          | Team Katusha            | 7 pts  |
| 10è | Mikel Nieve (ESP)                | Team Sky                | 6 pts  |
| 11è | Daniel Navarro (ESP)             | Cofidis                 | 5 pts  |
| 12è | Bauke Mollema (NED)              | Belkin Pro Cycling Team | 4 pts  |
| 13è | Rui Alberto Faria da Costa (POR) | Lampre-Merida           | 3 pts  |
| 14è | John Gadret (FRA)                | Movistar Team           | 2 pts  |
| 15è | Haimar Zubeldia (ESP)            | Trek Factory Racing     | 1 pt   |

### Colls i cotes
| 1r | Thomas Voeckler (FRA)   | Team Europcar    | 5 pts |
| 2n | Joaquim Rodríguez (CAT) | Team Katusha     | 3 pts |
| 3r | Peter Sagan (SVK)       | Cannondale       | 2 pts |
| 4t | Christophe Riblon (FRA) | AG2R La Mondiale | 1 pt  |

| 1r | Joaquim Rodríguez (CAT) | Team Katusha          | 10 pts |
| 2n | Thomas Voeckler (FRA)   | Team Europcar         | 8 pts  |
| 3r | Amaël Moinard (FRA)     | AG2R La Mondiale      | 6 pts  |
| 4t | Lieuwe Westra (NED)     | Astana Qazaqstan Team | 4 pts  |
| 5è | Giovanni Visconti (ITA) | Movistar Team         | 2 pts  |
| 6è | Christophe Riblon (FRA) | AG2R La Mondiale      | 1 pt   |

| 1r | Joaquim Rodríguez (CAT)  | Team Katusha            | 10 pts |
| 2n | Thomas Voeckler (FRA)    | Team Europcar           | 8 pts  |
| 3r | Tony Martin (GER)        | Omega Pharma-Quick Step | 6 pts  |
| 4t | Michał Kwiatkowski (POL) | Omega Pharma-Quick Step | 4 pts  |
| 5è | Giovanni Visconti (ITA)  | Movistar Team           | 2 pts  |
| 6è | Rein Taaramäe (EST)      | Cofidis                 | 1 pt   |

| 1r | Joaquim Rodríguez (CAT)  | Team Katusha            | 5 pts |
| 2n | Thomas Voeckler (FRA)    | Team Europcar           | 3 pts |
| 3r | Tony Martin (GER)        | Omega Pharma-Quick Step | 6 pts |
| 4t | Michał Kwiatkowski (POL) | Omega Pharma-Quick Step | 1 pt  |

| 1r | Joaquim Rodríguez (CAT) | Team Katusha  | 2 pts |
| 2n | Thomas Voeckler (FRA)   | Team Europcar | 1 pt  |

| 1r | Joaquim Rodríguez (CAT)  | Team Katusha            | 10 pts |
| 2n | Giovanni Visconti (ITA)  | Movistar Team           | 8 pts  |
| 3r | Michał Kwiatkowski (POL) | Omega Pharma-Quick Step | 6 pts  |
| 4t | Amaël Moinard (FRA)      | AG2R La Mondiale        | 4 pts  |
| 5è | Christophe Riblon (FRA)  | AG2R La Mondiale        | 2 pts  |
| 6è | Thomas Voeckler (FRA)    | Team Europcar           | 1 pt   |

- 7. La Planche des Belles Filles. 1.035m. 1a categoria (km 161,5) (5,9 km al 8,5%)

| 1r | Vincenzo Nibali (ITA)        | Astana Qazaqstan Team | 20 pts |
| 2n | Thibaut Pinot (FRA)          | FDJ                   | 16 pts |
| 3r | Alejandro Valverde (ESP)     | Movistar Team         | 12 pts |
| 4t | Jean-Christophe Péraud (FRA) | AG2R La Mondiale      | 8 pts  |
| 5è | Romain Bardet (FRA)          | AG2R La Mondiale      | 4 pts  |
| 6è | Tejay van Garderen (USA)     | BMC Racing Team       | 2 pts  |

## Classificacions a la fi de l'etapa

### Classificació general
|    | Ciclista                     | Equip                   | Temps      |
| -- | ---------------------------- | ----------------------- | ---------- |
| 1  | Vincenzo Nibali (ITA)        | Astana Qazaqstan Team   | 42h 33' 38 |
| 2  | Richie Porte (AUS)           | Team Sky                | + 2' 23"   |
| 3  | Alejandro Valverde (ESP)     | Movistar Team           | + 2' 47"   |
| 4  | Romain Bardet (FRA)          | AG2R La Mondiale        | + 3' 01"   |
| 5  | Tony Gallopin (FRA)          | Lotto-Belisol           | + 3' 12"   |
| 6  | Thibaut Pinot (FRA)          | FDJ                     | + 3' 47"   |
| 7  | Tejay van Garderen (USA)     | BMC Racing Team         | + 3' 56"   |
| 8  | Jean-Christophe Péraud (FRA) | AG2R La Mondiale        | + 3' 57"   |
| 9  | Rui Costa (POR)              | Lampre-Merida           | + 3' 58"   |
| 10 | Bauke Mollema (NED)          | Belkin Pro Cycling Team | + 4' 08"   |

### Classificació per punts
|    | Ciclista            | Equip         | Punts   |
| -- | ------------------- | ------------- | ------- |
| 1r | Peter Sagan (SVK)   | Cannondale    | 287 pts |
| 2n | Bryan Coquard (FRA) | Team Europcar | 156 pts |
| 3r | Marcel Kittel (GER) | Giant-Shimano | 146 pts |

### Classificació de la muntanya
|    | Ciclista                | Equip                   | Punts  |
| -- | ----------------------- | ----------------------- | ------ |
| 1r | Joaquim Rodríguez (CAT) | Team Katusha            | 51 pts |
| 2n | Thomas Voeckler (FRA)   | Team Europcar           | 34 pts |
| 3r | Tony Martin (GER)       | Omega Pharma-Quick Step | 26 pts |

### Classificació del millor jove
|    | Ciclista                 | Equip                   | Temps       |
| -- | ------------------------ | ----------------------- | ----------- |
| 1r | Romain Bardet (FRA)      | AG2R La Mondiale        | 42h 36' 39" |
| 2n | Thibaut Pinot (FRA)      | FDJ                     | + 46"       |
| 3r | Michał Kwiatkowski (POL) | Omega Pharma-Quick Step | + 1' 38"    |

### Classificació per equips
|    | Equip                   | Temps        |
| -- | ----------------------- | ------------ |
| 1r | AG2R La Mondiale        | 127h 48' 28" |
| 2n | Astana Qazaqstan Team   | + 3' 19"     |
| 3r | Belkin Pro Cycling Team | + 4' 25"     |

## Abandonaments
- Alberto Contador (ESP) (Team Tinkoff-Saxo. Abandona per caiguda.
- Mathew Hayman (AUS) (Orica-GreenEDGE. Abandona.
- Ted King (USA) (Cannondale. Abandona.